# جو والش (لاعب كرة قاعدة)
جو والش (بالإنجليزية: Joe Walsh)‏ هو لاعب كرة قاعدة أمريكي، ولد في 5 نوفمبر 1864 في شيكاغو في الولايات المتحدة، وتوفي في 8 أغسطس 1911 في أوماها في الولايات المتحدة.

## وصلات خارجية
- جو والش على موقعبيزبول رفرنس.كوم (الدوري الرئيسي) (الإنجليزية)
- جو والش على موقعبيزبول رفرنس.كوم (الدوري الثانوي) (الإنجليزية)